# Barry-Gletscher
Der Barry-Gletscher ist ein Gletscher im US-Bundesstaat Alaska. Er befindet sich im Chugach National Forest etwa 95 km östlich von Anchorage.

## Geografie
Der 22 km lange Barry-Gletscher hat sein Nährgebiet auf 2000 m Höhe in den südwestlichen Chugach Mountains. Von dort strömt er in südwestlicher Richtung, parallel zum 7 km weiter östlich gelegenen College-Fjord. Er endet schließlich am nördlichen Ufer des Barry Arm, einer Seitenbucht des Prinz-William-Sunds. Die mittlere Gletscherbreite beträgt 1,5 km.

## Gletscherentwicklung
Der Barry-Gletscher ist im Rückzug begriffen. Die Gletscherzunge zog sich in den letzten Jahrzehnten um etwa 2,3 km aus der Bucht zurück. Satellitenbilder belegen zudem, dass sich neben dem Gletscher ein Berghang verlagert hat und die Verlagerung durch den Rückzug des Gletschers zunahm. Berechnungen bzw. Auswertungen mehrerer Wissenschaftler stimmen in ihren Einschätzungen überein, dass der Berghang mit hoher Wahrscheinlichkeit bis zum Jahr 2040 einen Bergsturz haben wird, wodurch ein Megatsunami ausgelöst werde. Behörden, Forscher und Institutionen wie das U.S. Geological Survey und das National Oceanic and Atmospheric Administration begannen daraufhin mit dem Aufbau eines Tsunami-Warnsystems.

## Namensgebung
Benannt wurde der Gletscher im Jahr 1898 nach Thomas Henry Barry (1855–1919), einem Generalmajor der US-Armee.